# Пушкарёв, Виталий Николаевич
Виталий Николаевич Пушкарёв (14 сентября 1932, Малаховка, Ухтомский район, Московская область, РСФСР, СССР — 21 января 2001, Псков, Российская Федерация) — советский государственный деятель, председатель Псковского облисполкома (1982—1991), председатель Псковского облсовета (1990 −1993).

## Биография
В 1952 году окончил Псковский техникум гражданского строительства, в 1972 году — Ленинградский инженерно-строительный институт по специальности «инженер-строитель».
Работал прорабом Псковской городской ремонтно-строительной конторы, начальником отдела капитального строительства завода;
1962—1965 — инструктор Псковского обкома КПСС;
в 1965—1966 гг. — начальник передвижной механизированной колонны треста «Севзапсельэлектросетьстрой»;
в 1966—1975 гг. — председатель Псковского областного межколхозного строительного объединения;
в 1975—1982 гг. — заместитель председателя республиканского объединения «Росколхозстрой».
В 1982—1991 гг. — председатель исполкома Псковского областного Совета, одновременно с 1990 г. был председателем Псковского областного Совета народных депутатов.
Осенью 1991 г. был смещен с должности председателя исполкома за поддержку указаний ГКЧП в дни августовского путча, на посту председателя Совета оставался до роспуска Советов осенью 1993 г.
В 1993—1994 — президент Фонда «Соотечественники».
В октябре 1996 г. баллотировался на пост главы Администрации области, поддерживался КПРФ, по результатам голосования занял пятое место среди семи кандидатов.
С 1991 по 1996 годы возглавлял предприятие «Нордик Фуд компани ЛТД».

## Награды и звания
Награждён двумя орденами Трудового Красного Знамени, медалью «За доблестный труд. В ознаменование 100-летия со дня рождения В. И. Ленина».
В 1974 году ему было присвоено звание «Заслуженный строитель РСФСР», в 2000 году он награждён знаком «Почетный строитель России».
В 1992 году награждён Почётной грамотой Президиума Верховного совета Российской Федерации.